# Zabłocie (gmina Awiżenie)
Zabłocie (lit. Užubaliai) − wieś na Litwie, w rejonie wileńskim, 1 km na północny wschód od Awiżenii, zamieszkana przez 79 ludzi. Przed II wojną światową w Polsce, w powiecie wileńsko-trockim województwa wileńskiego.